# Buire-au-Bois
Buire-au-Bois is een gemeente in het Franse departement Pas-de-Calais (regio Hauts-de-France) en telt 210 inwoners (1999). De plaats maakt deel uit van het arrondissement Arras.

## Geografie
De oppervlakte van Buire-au-Bois bedraagt 11,8 km², de bevolkingsdichtheid is 17,8 inwoners per km².
De onderstaande kaart toont de ligging van Buire-au-Bois met de belangrijkste infrastructuur en aangrenzende gemeenten.

## Demografie
Onderstaande figuur toont het verloop van het inwonertal (bron: INSEE-tellingen).